# Porsche Varrera
La Porsche Varrera est un prototype créé en 1988 basé sur les séries 969 et 989. La Varrera devait être un monospace et devait avoir le moteur de la 911. Elle ne fut cependant jamais commercialisée. Porsche Varrera reste toutefois une marque de commerce déposée de Porsche AG.